# Desmodium amethystinum
Desmodium amethystinum là một loài thực vật có hoa trong họ Đậu. Loài này được Dunn miêu tả khoa học đầu tiên.